# Arturo Araujo
Pour les articles homonymes, voir Araújo (homonymie).
Arturo Araujo Fajardo (1878 - 1er décembre 1967) est un homme politique salvadorien. Il est président du Salvador du 1er mars 1931 au 2 décembre 1931. 
Il est renversé par un coup militaire dirigé par de jeunes officiers, et doit s'exiler au Guatemala. Le coup porte à la tête de l'état Maximiliano Hernández Martínez. 

## Biographie
Dirigeant agricole et ingénieur, Araujo est élu lors de la première élection présidentielle libre du Salvador. 
Arturo Araujo est un parent éloigné du président Manuel Enrique Araujo. La famille Araujo vient principalement de la ville de Jucuapa, dans le département d'Usulután, au Salvador. Cependant, la famille d'Arturo Araujo est originaire de Suchitoto, dans le département de Cuscatlán, avant de s'installer à Santa Tecla vers 1885. Ses parents sont Enriqueta Fajardo de Araujo et Eugenio Araujo, ministre des Finances sous l'administration du général Francisco Menéndez. 
Il a étudié à Liverpool, en Angleterre. C'est là qu'Araujo s'est impliqué dans la politique du parti travailliste. Il a également rencontré son épouse anglaise, Dora (née Morton), alors qu'il y était étudiant. 
Sa destitution marque le début d'une période de dictatures militaires successives au Salvador, qui prendra fin dans les années 1990.